# 滨湖街道 (清镇市)
滨湖街道是中华人民共和国贵州省貴陽市清镇市下辖的一个街道办事处。2020年5月14日，调整部分行政区划，滨湖街道辖鲤鱼塘村、青山村及原站街镇康济居委会、燕尾村、黄柿村、三河村、条子场村。

## 行政区划
滨湖街道下辖以下村级行政区划单位：
康济社区、鲤鱼村、条子场村、黄柿村、燕尾村、三河村、青山村。